# فيل هاولت
فيل هاولت (بالإنجليزية: Phil Howlett) هو لاعب دوري الرغبي أسترالي، ولد في 16 يناير 1975 في تونغا.